# Championnats du monde d'aviron 1994
Navigation
Édition précédente Édition suivante
Les championnats du monde d'aviron 1994, vingt-quatrième édition des championnats du monde d'aviron, ont lieu du 11 au 18 septembre 1994 à Indianapolis, aux États-Unis.

## Podiums
| Épreuves            | Or | Or                  | Argent | Argent              | Bronze | Bronze              |
| Épreuves masculines | Épreuves masculines | Épreuves masculines | Épreuves masculines | Épreuves masculines | Épreuves masculines | Épreuves masculines |
| ------------------- | --- | ------------------- | --- | ------------------- | --- | ------------------- |
| M1x                 | Allemagne André Willms | 6 min 46 s 33       | Suisse Xeno Müller | 6 min 48 s 10       | Slovénie Iztok Čop | 6 min 49 s 33       |
| M2x                 | Norvège Lars Bjønness Rolf Thorsen | 6 min 08 s 33       | Allemagne Christian Händle Peter Uhrig | 6 min 08 s 88       | France Samuel Barathay Yves Lamarque | 6 min 10 s 03       |
| M4x                 | Italie Alessandro Corona Rossano Galtarossa Massimo Paradiso Alessio Sartori                                                                                 | 5 min 37 s 68       | Ukraine Oleksandr Marchenko Leonid Shaposhnykov Mykola Chupryna Oleksandr Zaskalko                                                                          | 5 min 39 s 11       | Allemagne Andreas Hajek André Steiner Stephan Volkert Torsten Weishaupt                                                                                         | 5 min 39 s 71       |
| M2+                 | Croatie Igor Boraska Tihomir Franković Milan Razov | 6 min 42 s 16       | Italie Carmine Abbagnale Gioacchino Cascone Antonio Cirillo                                                                                                 | 6 min 42 s 98       | Roumanie Nicolae Spîrcu Ioan Vizitiu Marin Gheorghe | 6 min 46 s 99       |
| M2-                 | Royaume-Uni Matthew Pinsent Steve Redgrave | 6 min 18 s 65       | Allemagne Peter Hoeltzenbein Thorsten Streppelhoff | 6 min 19 s 75       | Australie Robert Walker Richard Wearne | 6 min 20 s 25       |
| M4+                 | Roumanie Valentin Robu Iulică Ruican Viorel Talapan Florian Tudor Marin Gheorghe                                                                             | 6 min 06 s 69       | États-Unis Bill Cooper Adam Holland Edward Murphy Chris Swan Peter Cipollone                                                                                | 6 min 06 s 98       | Pays-Bas Michiel Bartman Jochen Jansen Pim Vos Marc Eecen Kagan Turkcan                                                                                         | 6 min 07 s 73       |
| M4-                 | Italie Riccardo Dei Rossi Raffaello Leonardo Valter Molea Carlo Mornati                                                                                      | 5 min 48 s 44       | France Michel Andrieux Daniel Fauché Philippe Lot Jean-Christophe Rolland                                                                                   | 5 min 49 s 82       | Royaume-Uni Tim Foster Rupert Obholzer Greg Searle Jonny Searle                                                                                                 | 5 min 50 s 37       |
| M8+                 | États-Unis Jonathan Brown Sean Hall Frederic Honebein Robert Kaehler Jeffrey Klepacki James Koven John McKibbon Don Smith Steven Segaloff                    | 5 min 24 s 50       | Pays-Bas Kai Compagner Nico Rienks Niels van der Zwan Jaap Krijtenburg George van Iwaarden Niels van Steenis Henk-Jan Zwolle Ronald Florijn Jeroen Duyster  | 5 min 25 s 10       | Roumanie Dorin Alupei Vasile Năstase Dragoș Neagu Cornel Nemțoc Valentin Robu Iulică Ruican Viorel Talapan Florian Tudor Marin Gheorghe                         | 5 min 27 s 08       |
| LM1x                | Royaume-Uni Peter Haining | 6 min 53 s 48       | Irlande Niall O’Toole | 6 min 56 s 33       | Danemark Karsten Nielsen | 6 min 56 s 99       |
| LM2x                | Italie Michelangelo Crispi Francesco Esposito | 6 min 18 s 10       | Nouvelle-Zélande Robbie Hamill Mike Rodger | 6 min 20 s 14       | Suisse Markus Gier Michael Gier | 6 min 20 s 85       |
| LM4x                | Autriche Gernot Faderbauer Walter Rantasa Christoph Schmölzer Wolfgang Sigl                                                                                  | 5 min 46 s 75       | Italie Enrico Gandola Paolo Pittino Ivano Zasio Massimo Guglielmi                                                                                           | 5 min 48 s 83       | Portugal Henrique Baixinho Luis Fonseca Jose Leitao Luis Ahrens Teixeira                                                                                        | 5 min 49 s 64       |
| LM2-                | Italie Carlo Gaddi Leonardo Pettinari | 6 min 34 s 70       | Russie Vladimir Mitiusjev Alexandr Ustinov | 6 min 39 s 92       | Irlande Neville Maxwell Tony O’Connor | 6 min 39 s 96       |
| LM4-                | Danemark Eskild Ebbesen Victor Feddersen Niels Henriksen Thomas Poulsen                                                                                      | 5 min 53 s 77       | Australie Bruce Hick Gary Lynagh James Seppelt Andrew Stunnel                                                                                               | 5 min 56 s 24       | Allemagne Stephan Fahrig Oliver Rau Bernhard Stomporowski Martin Weiß                                                                                           | 5 min 57 s 07       |
| LM8+                | Royaume-Uni Christopher Bates Simon Cox Steve Ellis Toby Hessian Tom Kay Dave Lemon Jim McNiven Carl Smith John Deakin                                       | 5 min 31 s 00       | Danemark Johnny Bo Andersen Morten Bagger Michael Hjelmer Jeppe Jensen Kollat Michael Jensen Hardy Olesen Bo Vestergaard Thomas Buch Stephen Masters        | 5 min 31 s 36       | Italie Salvatore Amitrano Enrico Barbaranelli Massimiliano Faraci Pasquale Marigliano Fabrizio Ravasi Andrea Re Roberto Romanini Carmine Somma Gaetano Iannuzzi | 5 min 34 s 63       |
| Épreuves féminines  | |                     | |                     | |                     |
| W1x                 | Danemark Trine Hansen | 7 min 23 s 96       | Allemagne Kathrin Boron | 7 min 24 s 90       | Belgique Annelies Bredael | 7 min 25 s 56       |
| W2x                 | Nouvelle-Zélande Philippa Baker Brenda Lawson | 6 min 45 s 30       | Canada Kathleen Heddle Marnie McBean | 6 min 46 s 17       | Allemagne Angela Schuster Jana Thieme | 6 min 47 s 16       |
| W4x                 | Allemagne Kerstin Köppen Kristina Mundt-Richter Katrin Rutschow Jana Sorgers                                                                                 | 6 min 11 s 73       | Chine Mianying Cao Xirong Liu Xiuyun Zhang Guifeng Zhao | 6 min 15 s 74       | Ukraine Svitlana Maziy Dina Miftakhutdynova Olena Ronzhyna Tetiana Ustiuzhanina                                                                                 | 6 min 18 s 05       |
| W2-                 | France Hélène Cortin Christine Gosse | 7 min 01 s 77       | Roumanie Iulia Bobeică-Bulie Elisabeta Lipă | 7 min 05 s 45       | Australie Carmen Klomp-Wearne Anna Ozolins | 7 min 07 s 60       |
| W4-                 | Pays-Bas Femke Boelen Elien Meijer Muriel van Schilfgaarde Rita de Jong                                                                                      | 6 min 30 s 76       | États-Unis Catriona Fallon Amy Fuller Anne Kakela Monica Tranel-Michini                                                                                     | 6 min 31 s 92       | Australie Alison Davies Kate Slatter Megan Still Victoria Toogood                                                                                               | 6 min 32 s 85       |
| W8+                 | Allemagne Kathrin Haacker Andrea Klapheck Micaela Schmidt-Kubicki Doreen Martin Dana Pyritz Antje Reehag Ute Schell-Stange Stefani Werremeier Doreen Schnell | 6 min 07 s 42       | États-Unis Jennifer Dore Catriona Fallon Amy Fuller Anne Kakela Laurel Korholz Elizabeth McCagg Katherine Scanlon Lewis Monica Tranel-Michini Yasmin Farooq | 6 min 08 s 24       | Roumanie Angela Alupei Iulia Bobeică-Bulie Veronica Cochelea Lenuta Doroftei Doina Ignat Elisabeta Lipă Ioana Olteanu Anca Tănase Cristina Ilie                 | 6 min 08 s 55       |
| LW1x                | Roumanie Constanța Burcică | 7 min 34 s 17       | Pays-Bas Laurien Vermulst | 7 min 35 s 81       | Suisse Pia Vogel | 7 min 38 s 63       |
| LW2x                | Canada Colleen Miller Wendy Wiebe | 6 min 54 s 85       | Chine Shaoyan Ou Aifang Zhong | 6 min 56 s 83       | États-Unis Lindsay Burns Teresa Zarzeczny | 6 min 57 s 76       |
| LW4-                | États-Unis Christine Collins Danika Holbrook-Harris Charlotte Hollings Linda Muri                                                                            | 6 min 36 s 40       | Royaume-Uni Jane Brownless Annamarie Hall Annamarie Stapleton Tonia Williams                                                                                | 6 min 37 s 28       | Chine Yahong Ding Fei Li Xiaoli Liao Wang Fang | 6 min 38 s 27       |

## Tableau des médailles
| Rang  | Nation           | Or | Argent | Bronze | Total |
| ----- | ---------------- | -- | ------ | ------ | ----- |
| 1     | Italie           | 4  | 2      | 1      | 7     |
| 2     | Allemagne        | 3  | 3      | 3      | 9     |
| 3     | Royaume-Uni      | 3  | 1      | 1      | 5     |
| 4     | États-Unis       | 2  | 3      | 1      | 6     |
| 5     | Roumanie         | 2  | 1      | 3      | 6     |
| 6     | Danemark         | 2  | 1      | 1      | 4     |
| 7     | Pays-Bas         | 1  | 2      | 1      | 4     |
| 8     | France           | 1  | 1      | 1      | 3     |
| 9     | Canada           | 1  | 1      |        | 2     |
| 9     | Nouvelle-Zélande | 1  | 1      |        | 2     |
| 11    | Autriche         | 1  |        |        | 1     |
| 11    | Croatie          | 1  |        |        | 1     |
| 11    | Norvège          | 1  |        |        | 1     |
| 14    | Chine            |    | 2      | 1      | 3     |
| 15    | Australie        |    | 1      | 3      | 4     |
| 16    | Suisse           |    | 1      | 2      | 3     |
| 17    | Irlande          |    | 1      | 1      | 2     |
| 17    | Ukraine          |    | 1      | 1      | 2     |
| 19    | Russie           |    | 1      |        | 1     |
| 20    | Belgique         |    |        | 1      | 1     |
| 20    | Portugal         |    |        | 1      | 1     |
| 20    | Slovénie         |    |        | 1      | 1     |
| Total | Total            | 23 | 23     | 23     | 69    |